# 佐藤和
佐藤 和（さとう やまと、1963年9月 - ）は、日本の経営学者。慶應義塾大学商学部教授。専攻は計量経営学・組織文化論。所属学会は日本経営学会、組織学会、日本情報経営学会。

## 経歴
- 1963年 - 神奈川県横浜市生まれ
- 1969年 - 京浜女子大学初等部（現・鎌倉女子大学初等部）卒業
- 1976年 - 慶應義塾中等部卒業
- 1979年 - 慶應義塾高等学校卒業
- 1982年 - 慶應義塾大学商学部卒業
- 1986年 - 株式会社三菱総合研究所 経済・経営分野 （-1993年）
- 1991年 - 慶應義塾大学大学院商学研究科修士課程修了
- 1993年 - 慶應義塾大学商学部助手
- 1996年 - 慶應義塾大学大学院商学研究科博士課程単位取得退学
- 1998年 - 専任講師、結婚
- 1999年 - カリフォルニア大学バークレー校 東アジア研究所 訪問研究員
- 2007年 - 准教授
- 2008年 - 教授、研究科委員

## 著書

### 論文（単著）
- 『日本型企業文化論 －水平的集団主義の理論と実証－』慶應義塾大学出版会、2009
- 「信頼と共同体の復権 -水平的集団主義と日本型経営の将来-」『三田商学研究』第50巻第3号、2007
- 「韓国企業経営に関する定量的分析の試み」 『三田商学研究』第48巻第1号、2005
- 「ハイブリッドとしての日本文化」 『三田商学研究』第45巻第5号、2002
- 「文化移転における『ハイブリッド・モデル』『三田商学研究』第40巻第6号、1998
- 「多次元尺度構成法の経営学への適用可能性」『三田商学研究』第37巻第2号、1994
- 「エキスパート・システムによる企業評価モデル -ESCA-KEIOモデル-」清水龍瑩編著『エキスパート・システムによる最新企業評価論』千倉書房、1993
- 「戦略的情報システム試論 -組織文化に応じた情報システムの構築-」『三田商学研究』第36巻第4号、1993